# Conspiración de Tondó

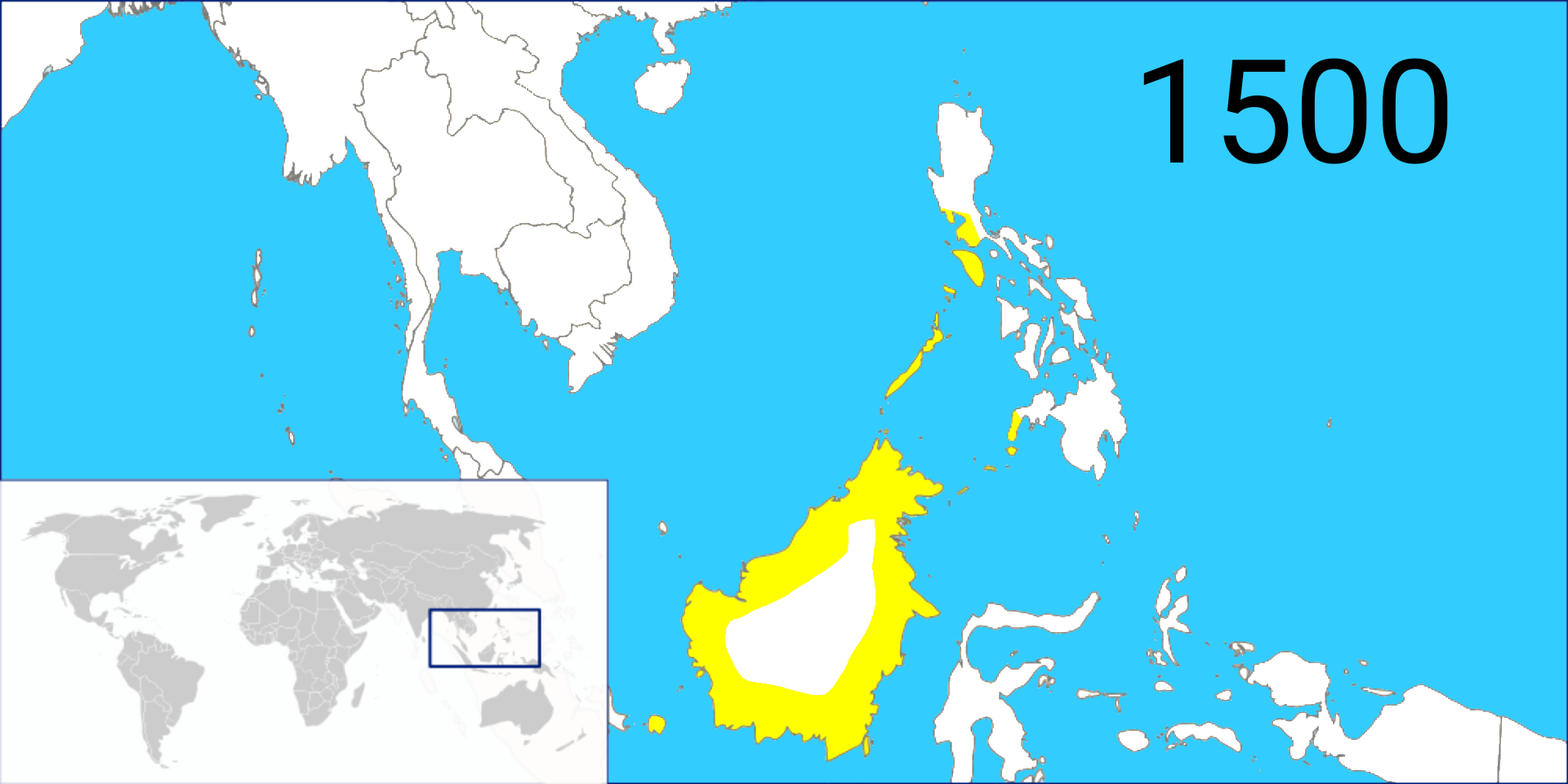
Extensión del Imperio de Brunéi en el siglo comprendiend0 áreas de Filipinas y de Borneo.

La conspiración de Tondó fue una sublevación de la élite de Tondó y Manila, en Filipinas para detener la expansión de España en el territorio, entre los años 1587 y 1588.

## Historia

### Antecedentes

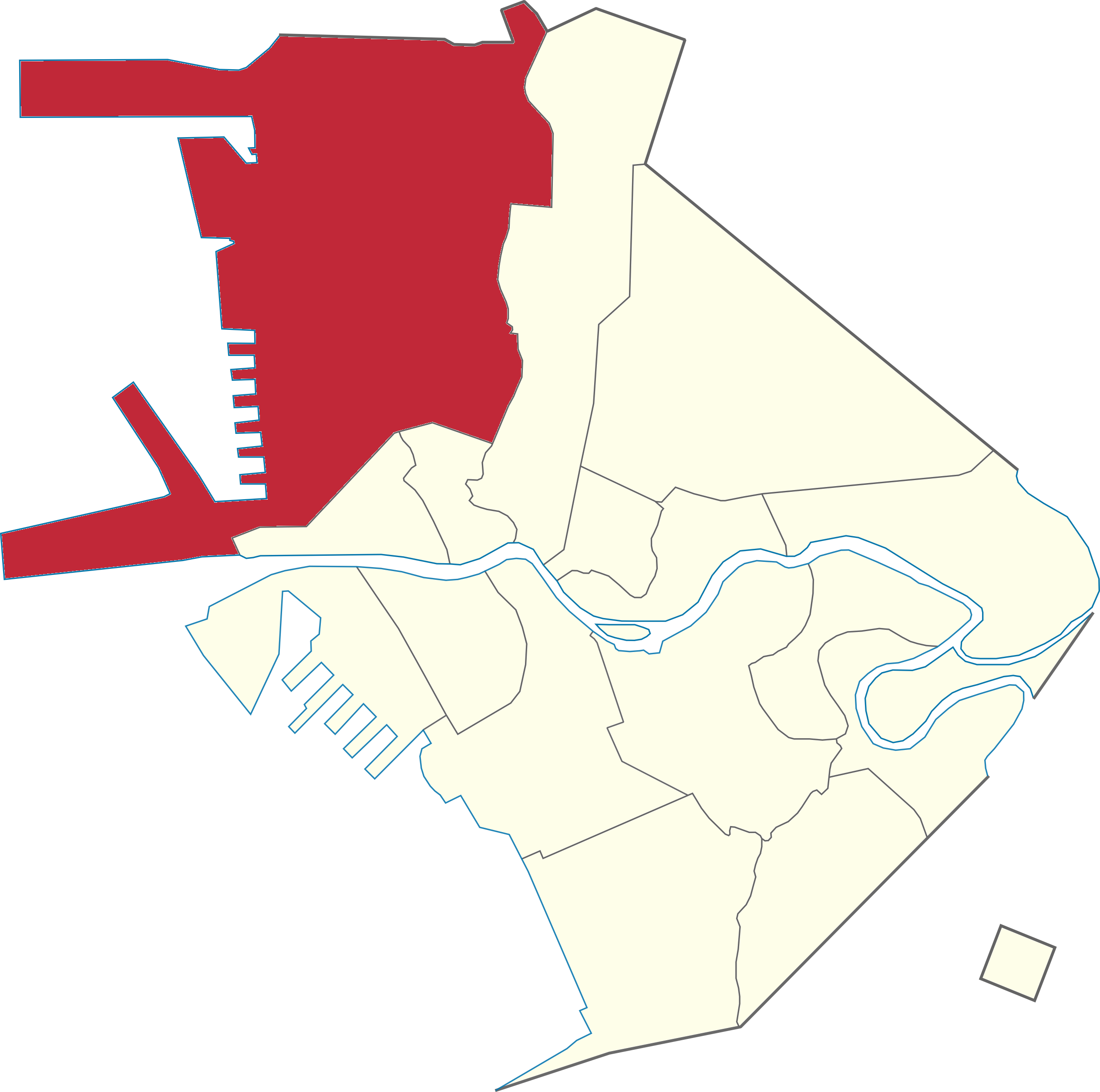
Localización de Tondó en Manila, Filipinas.

Durante un corto espacio de tiempo España ocupó el Sultanato de Brunéi con una conquista de forma veloz debido a que la aristocracia de Brunéi huyó hacia la zona interior del reino abandonando al resto de la población. Los soldados españoles se asentaron en la zona con la intención de formar una fortificación y permanecer allí. No obstante, las enfermedades hicieron presencia entre los invasores y se decidió abandonar el fuerte. Antes de que el ejército se fuese, se quemó la mezquita de Brunéi y desde esta época Brunéi se convierte en un imperio talasocrático evitando la expansión de la zona, e incluso vendiento regiones propias para acabar siendo uno de los países más pequeños que existen actualmente. Desde entonces, Brunéi sobrevivió a las conquistas que se efectuaban desde los países de Europa para constituir en el presente el estado político islámico más antiguo.
De esta manera el Sultanato de Brunéi quedó libre por parte de la conquista española, que fue más una expedición de castigo que una anexión territorial. No obstante, debido a esta contienda, Brunéi quedó fuertemente debilitada, olvidando las ideas iniciales sobre su expansión territorial y centrándonse en su política local. Sus intereses en Filipinas se empezaron a encontrar sin fundamentos y el aislamiento de la aristrocracia bornea de Manila llevará a la lenta conformación del nuevo régimen de España.
Debido a esto, se produjo un último intento de revolución por parte de la elite bornea de Manila, rebelándose en un plan conocido como la Conspiración de Tondó, entre 1587 y 1588.

### La conspiración

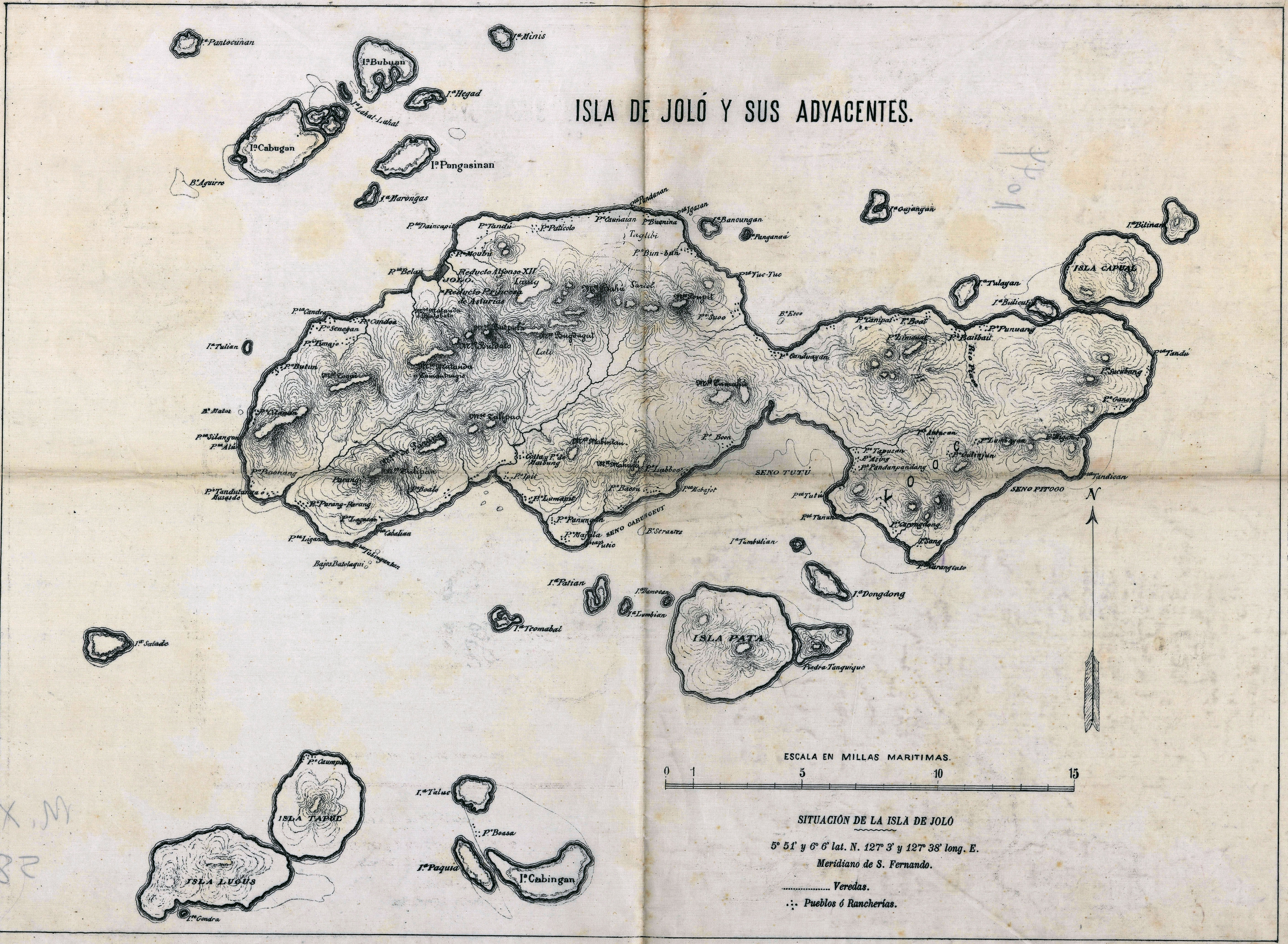
Mapa del Sultanato de Sulú.

De esta manera, Agustín Lacandula de Legazpi, junto a un gran número de aristócratas de Tondó, Manila y territorios colindantes, trataron de realizar un plan que consistía en una revolución para terminar eliminando a la población española en la zona. Agustín Lacandula contrajo matrimonio con la hija de Pengiran Seri Lela, motivo por el que tenía intereses en la región. Para poder llevar a cabo la revuelta, necesitaban el apoyo del sultanato por lo que escribieron una carta dirigida a la ciudad de Borneo con sus intenciones de conspiración. También pidieron ayuda al Shogunato de Japón a través del capitán cristiano japonés Juan Gayo. En la travesía se filtraron las informaciones y llegaron a Manilla, donde los beligerantes fueron atrapados, apresados y exiliados del país.

### Consecuencias

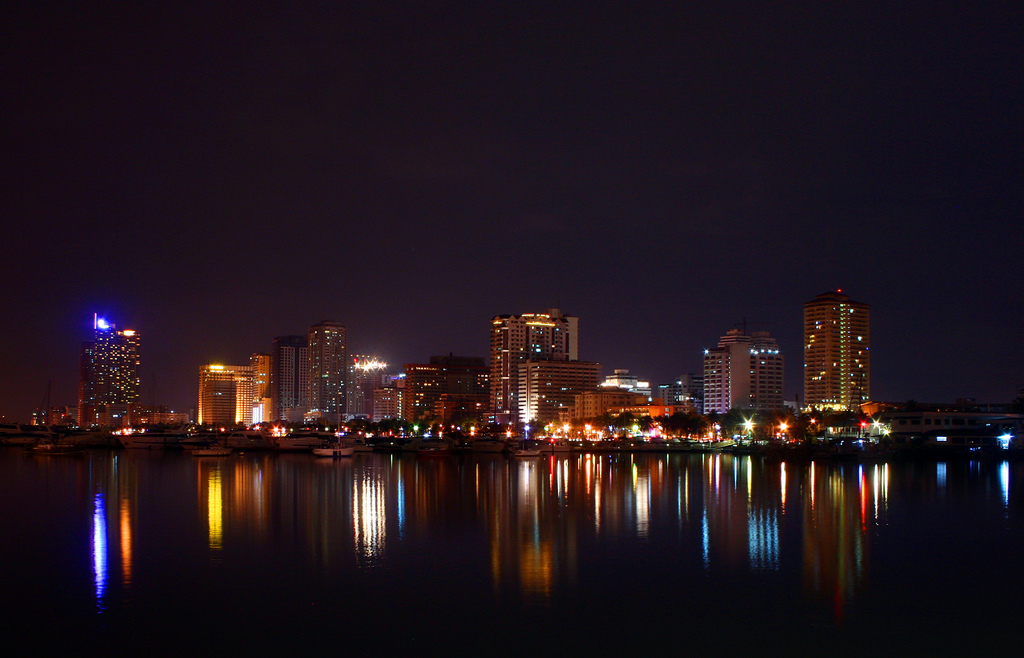
La ciudad de Manila de noche, en la actualidad.

Con las conspiración finalizada y con el control de nuevo de la élite borne de Manila, los vínculos con el Islam se quebraron permanentemente y el Sultanato perdió su expansión en el archipiélago de Filipinas.
A partir de esta época, dio comienzo un proceso de cristianización, separándose el islam a zonas más meridionales donde se formaron ya otros dos sultanatos: Sulú y Mindanao.